# Heritage Bank Center
El Heritage Bank Center (conocido anteriormente como Riverfront Coliseum, Firstar Center y U.S. Bank Arena) es un pabellón multiusos situado en Cincinnati, Ohio. Inaugurado en 1975, fue renovado en 1997. Tiene en la actualidad una capacidad para 17 556 espectadores.

## Historia
El pabellón es el de mayor capacidad de todo el área metropolitana de Cincinnati. Inaugurado en 1975, sufríió una importante remodelación en 1997, con un presupuesto de 14 millones de dólares. Actualmente es la sede del equipo de hockey sobre hielo de los Cincinnati Cyclones, de la ECHL.
En 1979, durante la celebración de un concierto de la banda The Who, se produjo una avalancha en el acceso a la pista antes del comienzo de la actuación, falleciendo once jóvenes por asfixia, resultado heridos otros 26.

## Eventos
Fue la sede de la final de la Copa Davis en 1981 que enfrentó a Estados Unidos y Argentina.
A lo largo de su historia ha albergado innumerables conciertos de los grupos más importantes de la música actual. El artista que más veces ha actuado en el recinto ha sido la Trans-Siberian Orchestra, hasta en 19 ocasiones, seguido de Bruce Springsteen con doce, y Kenny Rogers y Neil Diamond con once.